# Jacques Oor
Jacques Oor (Roermond, 23 mei 1863 – aldaar, 18 februari 1929) was een Nederlands beeldhouwer en politicus.

## Levensloop
Jacques Oor was een zoon van de van oorsprong Belgische beeldhouwer Jean Antoine Oor en zijn vrouw Isabella Bertrams. Hij werd waarschijnlijk opgeleid in het atelier van zijn vader. Dit atelier voor kerkelijke kunst was bekend als de firma J.A. Oor & Zonen. Het had een vestiging in Roermond (tussen de Zwartbroekstraat en de Schuitenberg) en in de Duitse stad Mönchengladbach. In 1907 nam Jacques de leiding van het Roermondse atelier van zijn vader over; zijn broer Mathieu Oor deed dat met de vestiging in Mönchengladbach.

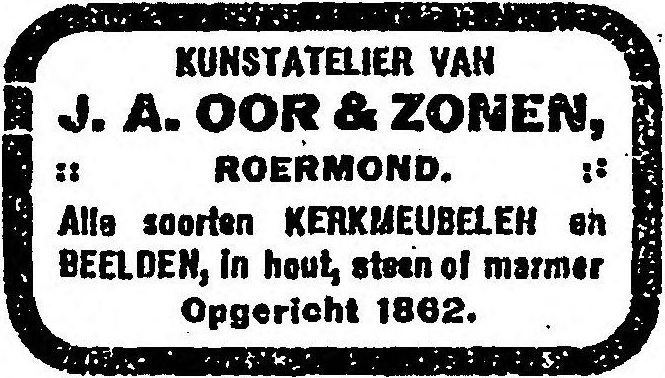
Advertentie J.A. Oor & Zonen. Afkomstig uit Het Centrum, 6 april 1914.

Jacques Oor trouwde op 30 april 1901 met Emilia Maria Helena Knipscheer. Hij woonde in het huis van zijn vader, Kapellerlaan 34 (een rijksmonument). Als beeldhouwer vervaardigde Jacques Oor het non-figuratieve werk in Concertgebouw de Vereeniging te Nijmegen.
Naast beeldhouwer was Oor gemeenteraadslid, wethouder van Roermond, lid van de Kamer van Koophandel en voorzitter van het college van regenten van het Godshuis en het Louisahuis. Ook was hij voorzitter van het bestuur van de Ambacht- en Teekenschool in Roermond. In 1922 nam hij deel aan de Tweede Kamerverkiezingen voor de Nieuwe Katholieke Partij, een afsplitsing van de Algemeene Bond van RK-kiesverenigingen. Deze partij werd echter niet in de Kamer gekozen.